# Чамны-Бурун
Чамны-Бурун, Чамни-Бурун, Наратли, Чамлы-Бурун - коническая гора, северо-восточный отрог Бабуган-яйлы, отделенная от неё седловиной перевала Дипло. Высота 1192 метра. Вершина и северная половина горы находится на территории Крымского природного заповедника.  

## Описание
Этимология топонима от тюркского чамны, - чамлы -  сосновый мыс. Также и от тюркского наратли - сосновый.  Чамны-Бурун - массивная куполообразная гора из вулканических пород, поросшая лесом. Высота 1192 метра. Расположена в 5 км к югу-юго-западу от села Изобильное, на восток отходит хребет Урага (905 м), на север отрог Чамлы-Даг (833 м). Вершина и северная половина горы находится на территории Крымского природного заповедника. Чамны-Бурун является северо-восточной оконечностью Бабуган-яйлы и отделен от неё неглубокой седловиной перевала Дипло (1140 м). Вершина плоская, платообразная. От вершины в северном направлении отходит отрог с участками разваленных скал. Склоны и вершина покрыты валунами и растрескавшимися выходами габбро-диабаза. Рядом с вершиной, с южной стороны есть просека в направлении запад-восток.
На склонах располагается также источник Ак-Чокрак.

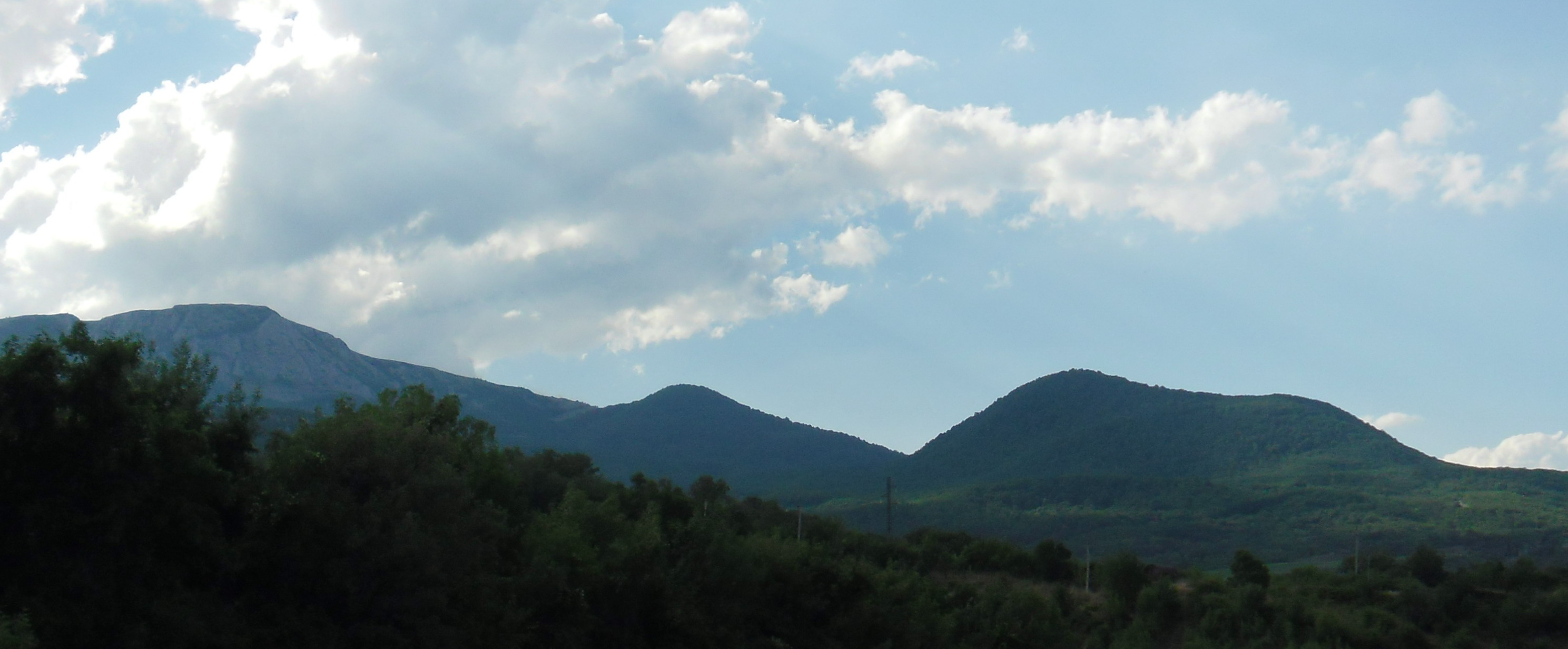
Вид с побережья. Слева направо: Куш-Кая, Чамны-Бурун, хребет Урага
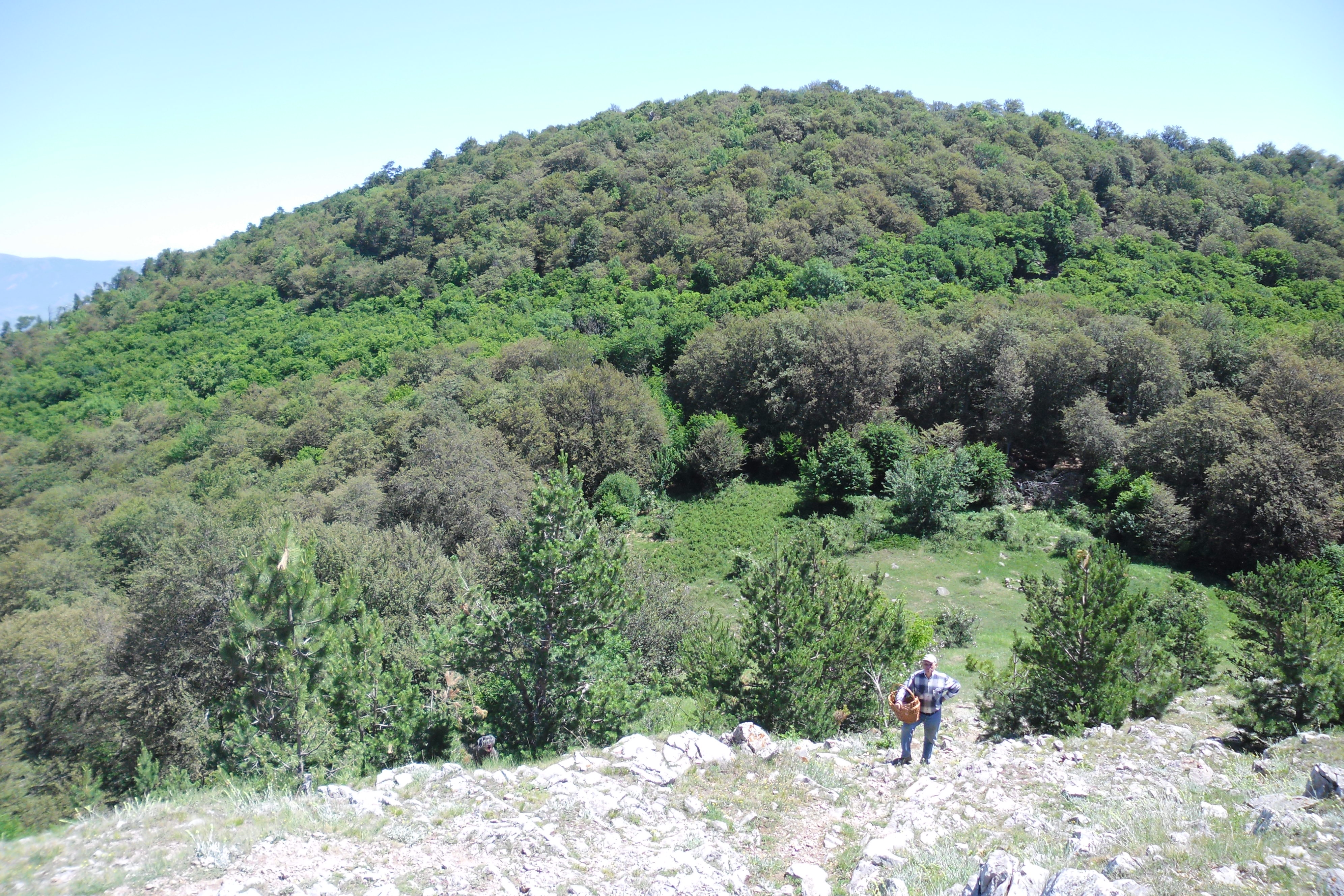
Вид с Бабуган-яйлы на г. Чамны-Бурун. Внизу - седловина и поляна Дипло